# Klaus Kordon

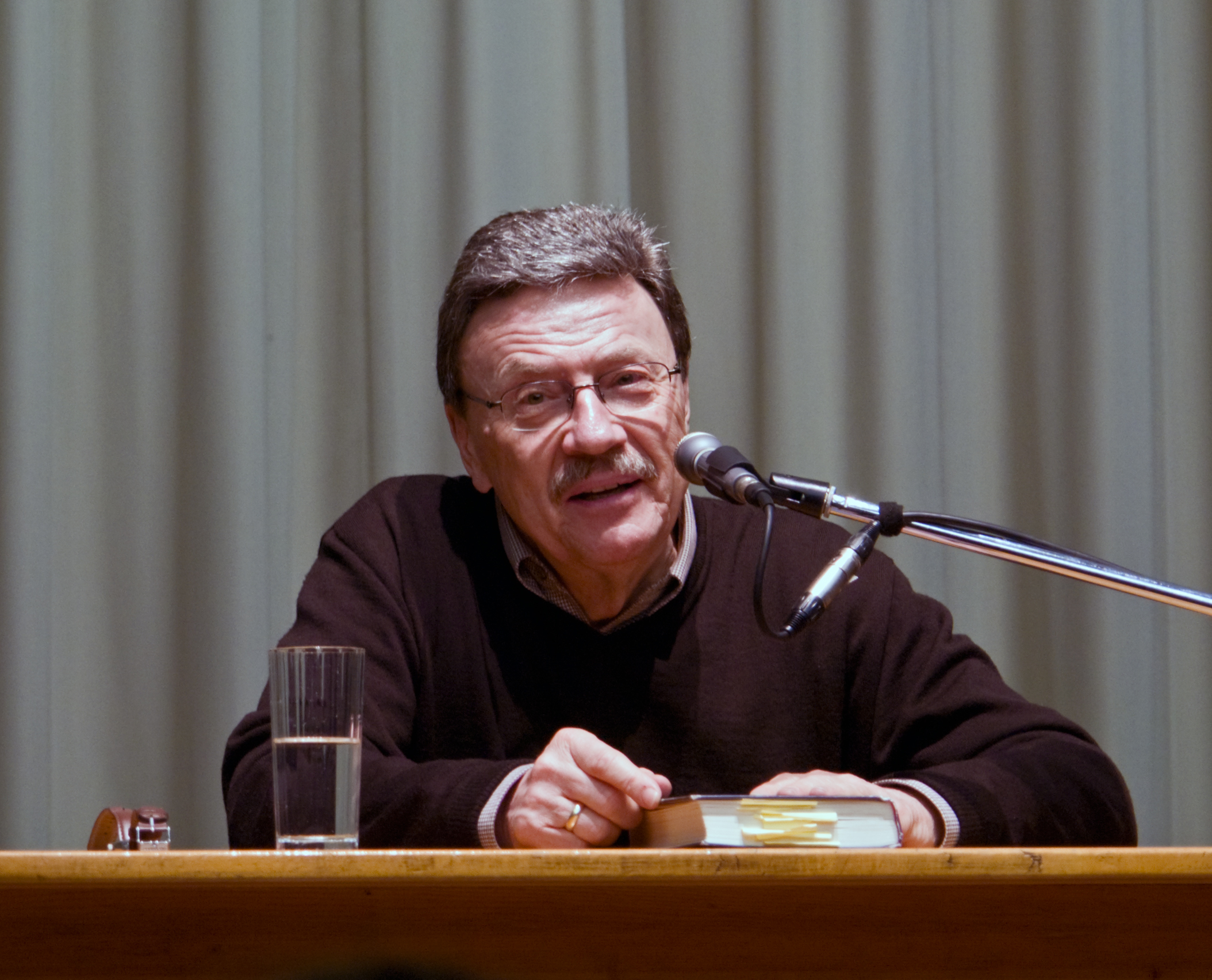
Klaus Kordon, 2008

Klaus Herbert Kordon (* 21. September 1943 in Berlin-Pankow) ist ein deutscher Schriftsteller im Bereich der Kinder- und Jugendliteratur.

## Leben
Klaus Kordon wuchs im Ost-Berliner Stadtbezirk Prenzlauer Berg auf. Da sein Vater im Krieg umgekommen war, wurde er alleine von seiner Mutter erzogen. Nach dem Tod der Mutter im Jahr 1956 lebte Kordon in verschiedenen Heimen. Klaus Kordon absolvierte in der DDR eine Ausbildung als Fernsehmechaniker, arbeitete in verschiedenen Berufen und machte schließlich das Abitur. Nach einem Fernstudium der Volkswirtschaft unternahm er als Exportkaufmann berufliche Reisen, die ihn unter anderem nach Indien, Indonesien und Nordafrika führten. Zu dieser Zeit begann er mit dem Schreiben.
Seine zunehmende Distanz zum DDR-Regime mündete 1972 in einem Fluchtversuch über Bulgarien in den Westen. Kordon wurde festgenommen und in die zentrale Untersuchungshaftanstalt der Staatssicherheit im Sperrgebiet Berlin-Hohenschönhausen  eingeliefert. Auch seine Frau war in Haft, seine Kinder kamen ins Kinderheim.
Kordon blieb ein Jahr in Stasi-Haft. Nach eigener Aussage überlebte er die fünf Monate in Einzelhaft, indem er sich Romane ausdachte. 1973 kaufte ihn die Bundesrepublik Deutschland frei. Er lebte erst in Frankfurt am Main, nachher zog er nach West-Berlin. Sein erstes Buch, der Jugendroman Tadaki, erschien 1977. In seinem autobiographischen Roman Krokodil im Nacken verarbeitete er die Hafterfahrung.
Klaus Kordon ist Mitglied des PEN-Zentrums Deutschland und der Deutschen Akademie für Kinder- und Jugendliteratur.

## Werk
Kordon schreibt Romane, Erzählungen, Märchen und Gedichte. In seinen Büchern verarbeitet er geschichtliche Stoffe. Seine Akteure sind meist Arbeiter oder von der Gesellschaft marginalisierte Gruppen. Andere Werke sind von seinen Reisen inspiriert. Mit Die Zeit ist kaputt schrieb Kordon eine Biografie von Erich Kästner für Jugendliche und Erwachsene. Die Mehrfachadressierung seiner Werke ist jedoch nicht auf diesen Text beschränkt; vielmehr lässt sie sich als kennzeichnendes Merkmal verstehen, wie Julian Kanning ausführt:
Kordons von der Lust am Erzählen durchdrungenes, vielfältiges Werk hat viele begeisterte Leser/innen aller Altersstufen gefunden und wird nicht ausschließlich von Kindern und Jugendlichen, sondern auch von Erwachsenen rezipiert, die an fiktionalisierter historischer und zeitgeschichtlicher Erfahrung interessiert sind.
Seine Verarbeitung geschichtlicher Stoffe insbesondere im Zusammenhang mit der deutschen Geschichte erklärt Kordon unter anderem mit der eigenen Familiengeschichte: Ein Großvater ist im Ersten Weltkrieg, sein Vater im Zweiten Weltkrieg gefallen. Deshalb denke er, „dass man gerade als junger Mensch die Wirklichkeit begreifen muss. Als Schriftsteller hat mich die Wirklichkeit immer mehr gereizt als Fantasy.“ Ferner heißt es von ihm dazu: „Man kann Kindern erklären, was sie sonst nicht begreifen – und was ihnen sonst trotzdem Angst macht.“

## Auszeichnungen und Ehrungen
- 1980, 1984, 1986, 1990: Preis der Leseratten
- 1982: Friedrich-Gerstäcker-Preis für Monsun oder der weiße Tiger
- 1984: Roter Elefant
- 1985: Zürcher Kinderbuchpreis „La vache qui lit“ für Die roten Matrosen
- 1987: Preis der Ausländerbeauftragten des Senats Berlin
- 1987: Jenny Smelik/IBBY-Preis
- 1989: Bad Harzburger Jugendliteraturpreis
- 1991: Zürcher Kinderbuchpreis „La vache qui lit“ für Mit dem Rücken zur Wand
- 1992: Das politische Buch, Preis der Friedrich-Ebert-Stiftung
- 1993: Buxtehuder Bulle für Der erste Frühling
- 1994: Kalbacher Klapperschlange für Der erste Frühling
- 1995: Deutscher Jugendliteraturpreis für Die Zeit ist kaputt
- 1998: Alex-Wedding-Preis
- 1998: Evangelischer Buchpreis für Der erste Frühling
- 1999: Großer Preis der Deutschen Akademie für Kinder- und Jugendliteratur e. V. Volkach
- 1999: Zilveren Griffel
- 2003: Deutscher Jugendliteraturpreis für Krokodil im Nacken
- 2003: Voerder-Buchpreis für sein Gesamtwerk
- 2005: Jugendbuchpreis der Jury der jungen Leser für Julians Bruder
- 2006: Kinderbuchpreis Nordstemmer Zuckerrübe
- 2006: Ver.di-Literaturpreis Berlin-Brandenburg
- 2013: Großes Verdienstkreuz der Bundesrepublik Deutschland[7]
- 2016: Deutscher Jugendliteraturpreis für sein Gesamtwerk

## Werke
- Tadaki. Hamburg 1977.
- Brüder wie Freunde. Weinheim u. a. 1978.
- Henner oder 10 Tage wie ein Jahr. Stuttgart u. a. 1978.
- Möllmannstraße 48. Stuttgart 1978.
- Die Einbahnstraße. Spectrum-Verlag, Stuttgart 1979. ISBN 3-7976-1327-X.
- Schwarzer Riese, fünfter Stock. Weinheim u. a. 1979.
- Monsun oder der weiße Tiger. Weinheim u. a. 1980.
- Eine Stadt voller Bäume. Stuttgart 1980.
- Willst du fliegen? Stuttgart 1981.
- Einer wie Frank. Weinheim 1982.
- Maxe allein in der Stadt und andere lustig-nachdenkliche Geschichten in Versen. Stuttgart 1982.
- Querverbindungen oder man gibt Laut. Stuttgart 1982.
- So stelle ich mir Schule vor. Frankfurt 1982.
- Ein Trümmersommer. Weinheim 1982.
- Diktatur. Ravensburg 1983.
- Immer fest druff! Stuttgart 1983.
- Die Reise zur Wunderinsel. Weinheim u. a. 1983.
- Till auf der Zille. Würzburg 1983.
- Die Wartehalle. Würzburg 1983.
- Wir haben halt einfach zugepackt. Ravensburg 1983.
- Zugvögel oder irgendwo im Norden. Stuttgart 1983.
- Die roten Matrosen oder ein vergessener Winter. Weinheim u. a. 1984 (erster Teil der Trilogie der Wendepunkte).
- Schnee aufm Kanapee. Stuttgart 1984.
- Das Fünfmarkstück. Würzburg 1985.
- Hände hoch, Tschibaba! Berlin 1985.
- mit Ursula Kirchberg: Knuddel und Eddi. Stuttgart 1985.
- Eine Oma für Till. Würzburg 1985.
- mit Jindra Capek: Die tausendundzweite Nacht und der Tag danach. Würzburg 1985.
- Frank guck in die Luft. Weinheim u. a. 1986.
- Mottha und Bawani. Weinheim 1986.
- Kellerleichen. München 1987.
- Der kleine graue Spatz und seine Freunde. Ravensburg 1987.
- Der liebe Herr Gott oder der Postskandal von Tippelrode. Würzburg 1987.
- Der Ritter im Sack. Berlin 1987.
- Wie Spucke im Sand. Weinheim u. a. 1987.
- Die Flaschenpost. Ravensburg 1988.
- Ich bin ein Geschichtenerzähler. Weinheim 1988.
- Der Käpt'n aus dem 13. Stock. Hamburg 1988.
- Komm, alter Tom! Bindlach 1988.
- Der Menschenfresser. Stuttgart 1988.
- Annapurna. München 1989.
- Ich möchte eine Möwe sein. Weinheim u. a. 1989.
- Maltes Großvater wohnt am Meer. Bindlach 1989.
- Ein richtiger Indianer. Berlin u. a. 1989.
- Tage wie Jahre. Weinheim 1989.
- Der Weg nach Bandung. Hamburg 1989.
- Am 4. Advent morgens um vier. Ravensburg 1990.
- Es war einmal in Usambara. Bindlach 1990.
- mit Thé Tjong-Khing: Der große Fisch Tin Lin. Ravensburg 1990.
- Mit dem Rücken zur Wand. Weinheim u. a. 1990 (zweiter Teil der Trilogie der Wendepunkte).
- Stille Tage oder Lenz feiert Weihnachten. Frankfurt am Main u. a. 1990.
- mit Uwe Klindworth: Im tiefen, tiefen Grün. Ravensburg 1991.
- mit Marie-José Sacré: Der Kleine, der Riese und der Großriese. Zürich u. a. 1991.
- mit Peter Schimmel: Die Lisa. München 1991.
- Robinson, Mittwoch und Julchen. Ravensburg 1991.
- Alicia geht in die Stadt. Berlin 1992.
- Bei uns in Charlottenburg. Berlin 1992.
- Das ist Harry. Weinheim u. a. 1992.
- Der erste Frühling. Weinheim 1993 (dritter Teil der Trilogie der Wendepunkte).
- mit Barbara von Johnson: Das Mädchen Eisenstein und der Rabe Fritz. München 1993.
- mit Thé Tjong-Khing: Marius und der Feuergeist. Ravensburg 1993.
- Adams Apfel. Renchingen 1994.
- mit Pieter Kunstreich: Ein Freund für Löwe Boltan. Ravensburg 1994.
- Lütt Luftballon und die große Mitternachtsbeschwörung. München 1994.
- Die Zeit ist kaputt. Weinheim 1994.
- Leselöwen-Opageschichten. Bindlach 1995.
- mit Julian Jusim: Der Adler Arkabar. München 1996.
- mit Julian Jusim: Der goldene Ritter. Stuttgart u. a. 1996.
- Lütt Luftballon und der schwarze Teufel aus dem Moor. München 1996.
- 1848 – Die Geschichte von Jette und Frieder. Weinheim 1997 (erster Band der „Jacobi-Saga“; Nachfolgeband: Fünf Finger hat die Hand; dritter Band: Im Spinnennetz).
- Murras Rache. Reinbek bei Hamburg 1997.
- Der Weg nach Bandung. Weinheim/Basel 1998.
- Lütt Luftballon und der Weihnachtshund. München 1998.
- Mein Freund Ringo. München 1998.
- Frank oder wie man Freunde findet. Weinheim 1999.
- Hundert Jahre und ein Sommer. Weinheim 1999.
- Paule Glück – Das Jahrhundert in Geschichten. Weinheim 1999.
- Felix kommt. Hamburg 2000.
- Paula Kussmaul läßt nicht locker. Weinheim 2001.
- Die Stadt der Diebe, Weinheim 2001.
- Krokodil im Nacken. Weinheim 2002.
- Paula Kussmaul und Kater Knutschfleck. Weinheim 2003.
- Julians Bruder. 2004.
- Paula Kussmaul tief im Schnee. Weinheim 2005.
- Jinbal von den Inseln. Weinheim 2006.
- Fünf Finger hat die Hand. Weinheim 2006 (zweiter Band der „Jacobi-Saga“,[8] Nachfolgegeschichte von 1848 – Die Geschichte von Jette und Frieder; dritter Band der „Jacobi-Saga“: Im Spinnennetz).
- Piratensohn. Weinheim 2007.
- Herr Lackmann geht ins Kino. Weinheim 2008.
- Auf der Sonnenseite (2009). Weinheim 2009 (Nachfolgeband von Krokodil im Nacken).
- Im Spinnennetz. Beltz & Gelberg, Weinheim/Basel 2010 (dritter Band der „Jacobi-Saga“, Nachfolgeband von 1848 – Die Geschichte von Jette und Frieder und Fünf Finger hat die Hand), ISBN 978-3-407-81071-7.
- Kiko. Beltz & Gelberg, Weinheim 2011.
- Das Karussell. Beltz & Gelberg, Weinheim 2012, ISBN 978-3-407-81114-1 (Vorgeschichte von Krokodil im Nacken).
- Joss oder Der Preis der Freiheit: Historischer Abenteuerroman. Beltz & Gelberg, Weinheim 2014, ISBN 978-3-407-81180-6.
- Marija im Baum. Beltz & Gelberg, Weinheim/Basel 2014, ISBN 978-3-407-82046-4.
- Der einarmige Boxer. Beltz & Gelberg, Weinheim/Basel 2016, ISBN 978-3-407-82170-6.
- Hadscha, ich und der Himmel über der Pampa. Beltz & Gelberg, Weinheim/Basel 2018, ISBN 978-3-407-75434-9.
- Hilfe, ich will keinen Hund! Beltz & Gelberg, Weinheim/Basel 2019, ISBN 978-3-407-81234-6.
- Und alles neu macht der Mai, Beltz & Gelberg, Weinheim/Basel 2021, ISBN 978-3-407-75602-2.

## Herausgeberschaft
- Kichererbsen. Stuttgart 1982.
- Liebe, Liebe! Ravensburg 1984.
- Noch sind wir wenige. Baden-Baden 1989.